# Tändsystem
Tändsystem är ett samlingsnamn för olika metoder att starta en förbränning.

## Bakgrund
Att utnyttja den energi, som frigörs vid förbränning, har varit en viktig funktion i alla mänskliga kulturer. Problemet har varit att få igång förbränningen när man behöver energin. Det gällde från början att med till exempel flinta få eld på ved, senare att få en tändsticka att brinna och kan numera gälla att antända en gasblandning i en bensinmotor vid exakt rätt tillfälle eller att tända en raket när man ska hem från månen.
Förbränning innebär att ett bränsle oxideras genom tillförsel av syre varvid energi frigöres. Reaktionen kräver en viss temperatur för att starta. För en förbränning krävs således bränsle, oxidationsmedel samt värme. För att tända ett bränsle åstadkommer man först en koncentrerad upphettning, till exempel ett flintkorn som glöder eller ett tändstift som joniserar luften. Sedan startar värmen oxideringen av bränslet, d.v.s. själva förbränningen.
Andra energiomvandlingar såsom omvandling av kärnbränsle i en reaktor betraktas vanligen inte som en förbränning och beskrives ej i denna artikel.

## Olika tändsystem
- Eldslagning. Att slå eld är ett gammalt uttryck för att med primitiva sätt få eld på ved. Som bränsle använde man vanligen ett fnöske, som är en kådrik vedsticka som splintades upp i tunna spån. För att få eld måste man skapa värme vilket vanligen åstadkoms med friktionsvärme.

- Kruttändning. På de tidigaste bössorna användes till exempel luntlås – en glödande lunta som fördes fram till ett kruthål och ”brände av” skottet. Modern ammunition använder ett slagstift.

- Tändstickor som är en trästicka med en tändsats i ena ändan. Tändsatsen dras sedan mot ett plån varvid tändning sker genom friktionsvärme. Ett svenskt patent var säkerhetständstickan där tändning skedde enbart vid friktionen mot just plånet.

- Stubintråd som oftast används vid sprängningar. Det är en tråd bestruken med ett pyrotekniskt ämne som när den tänds på av en tändsticka i ena änden, ger en förbränningsfront som framskrider med en viss hastighet. Från långsamt när man vid sprängning vill hinna sätta sig i säkerhet till mycket snabbt när man vill låta nästa laddning explodera alldeles efter en annan.

- Tändstift. Används i de kolvmotorer där en brännbar gas i en cylinder ska antändas vid exakt rätt tidpunkt när kolvens övre läge passeras. Antändningen sker genom att ett eller flera tändstift ges en kort högspänning mellan två elektroder som joniserar gasen däremellan under stor värmeutveckling (gnista) så att gasblandningen antänds. Se Tändsystem (ottomotor). Tändstift användes även i andra sammanhang, till exempel i vissa rymdraketer vid kurskorrigeringar.

- Glödstift. Används i de kolvmotorer där luft genom hög kompression upphettas så mycket så att om bränsle då sprutas in så startar en förbränning. Om dieselmotorn är mycket kall så räcker ej kompressionen för att nå tillräcklig temperatur. Man använder då ett glödstift som tillfälligt ökar värmen så att antändning sker. Glödstiftet är en elektrisk resistans som snabbt kan kopplas ur när motorn tänt. Alternativt användes tidigare en tändkula som värmdes upp före start av till exempel en blåslampa. Se Tändsystem (dieselmotor).

- Hypergolisk tändning. Används bl.a. i rymdraketer. Bygger på principen att två kemiska komponenter var för sig ej antänds men när de förs samman självantänder.